# The Rolling Stones No. 2
Rolling Stones No 2 este cel de al doilea album realizat de trupă în ediția UK. Acesta conține hit-ul din US ,,Time Is On My Side". Albumul a fost scos cu casa de discuri DECCA în ianuarie 1965.